# Anastasija Majevska
Anastasija Jevhenivna Majevska (ukrainska: Анастасія Євгенівна Маєвська), född 6 januari 2001 i Kiev i Ukraina, är en volleybollspelare (center).
Hon har på klubbnivå spelat för VK Chimik (2017–2022) och SK Prometej (2022–). Hon deltog med seniorlandslaget vid EM 2023 och har deltagit med dem vid flera upplagor av European Golden League. 